# Jan Mark (dramaturg)
För den brittiska författaren, se Jan Mark.
Jan Edvard Mark, född 2 april 1944 i Malmö S:t Pauli församling, är en svensk dramaturg, översättare och författare.

## Biografi
1973-1982 var Jan Mark dramaturg på Skånska Teatern i Landskrona där han även var konstnärlig ledare tillsammans med regissören Peter Oskarson. 1982-1990 var han dramaturg vid Folkteatern i Gävleborg. Den största produktionen han var dramaturg för under denna tid var Den stora vreden som spelades i Iggesunds nedlagda valsverk. Därefter har han frilansat, bland annat skapade han tillsammans med regissören Lars Rudolfsson den slutliga versionen av Björn Ulvaeus och Benny Anderssons musikal Kristina från Duvemåla (1995). Tillsammans med Rudolfsson gjorde han senare även översättningen och bearbetningen av Ulvaeus och Anderssons musikal Chess till uppsättningen Chess på svenska på Cirkus i Stockholm (2002).  Ett av hans kännetecken som dramaturg är att han brukar göra nya översättningar av pjäserna direkt för respektive uppsättning. Han har bland annat översatt dramatik av Euripides, William Shakespeare, Carlo Goldoni, John Gay, Bertolt Brecht, Eugene O'Neill, Johann Wolfgang von Goethe och Michail Bulgakov.